# 巨蟹與巨蛇
巨蟹與巨蛇，是台灣布農族神話中的兩隻巨獸，他們因為互看不順眼而互相爭鬥，造成了大洪水。

## 傳說
很久以前，陸地和海洋分別被一隻巨蟹和一條巨蛇掌管，巨蟹罩著大地不讓土地移動並進犯海洋；巨蛇則用牠的身體環繞著海洋，避免海洋淹沒陸地，雖然這讓世界維持著穩定，但久而久之，雙方開始互看不順眼，吵起架來，並且打算實際動手一分高下。
首先由巨蛇先下手，牠張開嘴巴咬在巨蟹的背上，卻咬不穿牠的甲殼，只在巨蟹背上留下今天螃蟹都有的兩刻凹痕；輪到巨蟹時，牠用自己的螯，輕鬆把巨蛇剪成三段，巨蛇就這樣死了。
然而，隨著巨蛇的死，海水開始失去控制，到處翻騰甚至湧入陸地，造成了大洪水，巨蟹一看情況不對，連忙逃至山上的大石頭下。
其他版本
在其他版本的傳說中，是巨蛇先用身體堵住了河道，造成大洪水後，巨蟹才現身趕走巨蛇。

## 文化
布農族有句諺語：
mais mapasisinap a kakalang taudadakis hai pihundahavin a sintatavi
翻譯：螃蟹若爭相往上方（山坡）追逐時，需將房屋固定好。
便是來自於這則傳說。